# Plesiocleidochasma mediterraneum
Plesiocleidochasma mediterraneum är en mossdjursart som beskrevs av Chimenz Gusso och Jacqueline A. Soule 2003. Plesiocleidochasma mediterraneum ingår i släktet Plesiocleidochasma och familjen Phidoloporidae. Inga underarter finns listade i Catalogue of Life.